# Évariste Régis Huc
Abbé Évariste Régis Huc, född 1 augusti 1813, död 31 mars 1860, var en fransk katolsk missionär och reseskildrare.
Huc inträdde vid 24 års ålder i Lazaristorden i Paris och sändes 1839 till Kina som missionär. Sedan han grundligt förberett sig vid lazaristseminariet i Macao samt lärt sig kinesiska, anträdde han resan till det inre landet. 
Han rättade sig efter inhemsk sed och uppträdde i sitt yttre så mycket som möjligt lik en kines, han bar lång rock och hårpiska. Efter att ha predikat kristendomen både i de södra och de norra delarna av det egentliga Kina utsträckte han sin missionsverksamhet till Mongoliet och Tibet samt ville på samma gång göra dessa länders folk, språk och seder mer kända i Europa.
Åtföljd av en annan lazaristbroder, Joseph Gabet, och en ung tibetansk präst, som övergått till kristendomen, gjorde han en genom många äventyr och svårigheter märkvärdig resa till Lhasa, dit de kom i januari 1846. Där var han och hans följeslagare på god väg att grundlägga en viktig missionsstation, då det på kinesiska sändebudets tillskyndelse förbjöds dem att stanna i Tibet. De skickades samma år tillbaka till Guangzhou, där Huc stannade nära tre år. Med undergrävd hälsa återvände han till Europa 1852.
Huc ägde en ovanlig förmåga att på ett enkelt, klart och populärt sätt meddela sina erfarenheter och vann därför ett aktat namn som resebeskrivare. Det viktigaste av hans arbeten i denna väg är Souvenirs d’un voyage dans la Tartarie, le Thibet et la Chine pendant les années 1844, 1845 et 1846 (1850), vilket utkom i två svenska upplagor, Resa i Mongoliet och Tibet (1862) samt Resa i Kina (1864). En uppföljare till boken, L’empire chinois (1855), prisbelöntes av Franska akademin. Han utgav även Le christianisme en Chine (1857-58). 
Sanningsenligheten av hans Souvenirs, flera gånger bestridd, har bekräftats av Mark Bell, Rockhill och prins Henrik av Orleans. Nya arkivfynd har också bekräftat många av Hucs uppgifter.